# Catherine d'Amboise
Catherine d'Amboise, née en 1481 et morte le 1er janvier 1549, est une femme de lettres française, autrice d'œuvres en vers et en prose. 

## Biographie
Catherine d'Amboise, dernière des six enfants de Charles Ier d'Amboise, seigneur de Chaumont et de Catherine de Chauvigny-Châteauroux-Linières, était la nièce du cardinal Georges d'Amboise, premier ministre de Louis XII. Catherine est aussi la sœur de Charles II d'Amboise, maréchal de France, et de Louis II d'Amboise, évêque d'Albi. 
Elle se maria trois fois : 
- Le 11 août 1497, à Christophe de Tournon, sieur de Beauchastel, échanson de Charles VIII.
- Le 10 octobre 1501, à son cousin Philibert de Beaujeu, seigneur de Lignières et d'Amplepuis, et sénéchal d'Auvergne.
- En 1542, à Louis de Clèves, comte d'Auxerre, petit-fils cadet d'Elisabeth de Bourgogne-Nevers et de Jean Ier de Clèves, et oncle de François de Clèves-Nevers.

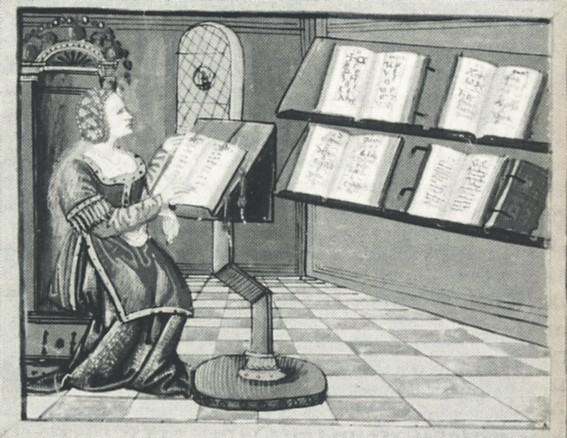
Catherine d'Amboise.

En mars 1525, après la mort de son neveu Georges III d'Amboise, à la bataille de Pavie, elle recueillit, au château de Lignières, en Berry, son autre neveu, Michel d'Amboise, fils naturel de Charles II d'Amboise. C'est dans ce château qu'elle vécut la plupart du temps après son second mariage ; elle s'y adonnait à l'écriture et à la méditation.
À la mort de son neveu Georges, fils de son frère Charles, dans la bataille de Pavie en 1525, elle hérita de tous les biens (Chaumont, Meillant, Sagonne, Charenton, Ravel, Dampierre, etc.) de la famille d'Amboise.

## Œuvres
- Complainte de la dame pasmée contre fortune, 1525, Bibl. nationale, n° 19738s.
- Chant royal, 1541, Recueil de poésies ; Bibl. nationale. no 2282 (18 feuillets).
- Les dévotes épîtres de Catherine d’Amboise, publiées et préfacées par l’abbé J. J. Bourassé, Tours, Mame et Cie, 1861.
- Les Dévotes Épistres, éd. Yves Giraud, Fribourg, Éditions universitaires Fribourg, 2002.  (ISBN 978-2-8271-0923-4)
- Poésies, éd. Catherine M. Muller, Montréal, CERES, 2002.  (ISBN 978-0-919089-63-1)

Ses œuvres sont pour la plupart autobiographiques, comme celles de son neveu Michel d'Amboise imprimées entre 1529 et 1547.

## Mémoire et valorisation contemporaine
Catherine d'Amboise fait partie des femmes mises en lumière par le projet Les Illustres inconnues de Touraine, contribuant à améliorer la visibilité des femmes tourangelles ayant marqué l’histoire locale ou nationale dans Wikipédia. Ce projet initié en 2020 par Osez le féminisme 37 et porté par les Archives départementales d'Indre-et-Loire a obtenu le soutien de la Ville de Tours et de l’université de Tours. Il a réuni différents acteurs (HF Centre Val de Loire, Bibliothèque municipale de Tours, association La FUN) et a donné lieu à une série d’actions :
- des editathons avec la création de notices biographiques sur Wikipédia ;
- une exposition grâce aux illustrations réalisées par Audrey Silva et au travail biographique collectif  ;
- la création d’un jeu de plateau pédagogique : Qui sont-elles ? Les Illustres inconnues de Touraine, illustré et fabriqué par Mary Christides.